# Mama Ocllo
Mama Ocllo – w mitologii Inków bogini płodności. Według jednej z wersji mitu była córką Inti (Boga Słońca) i Mama Quilla, według innej – córką Wirakoczy (w jęz. keczua Viracocha) i Mama Cocha. Była siostrą i żoną Manco Capaca, legendarnego założyciela Cuzco, nauczyła też Indian sztuki przędzenia wełny.
W języku keczua jej imię pisze się czasem Mama Uqllu, Mama Ogllo, Mama Oullo lub Mama Occlo.